# Peter G. Wolynes

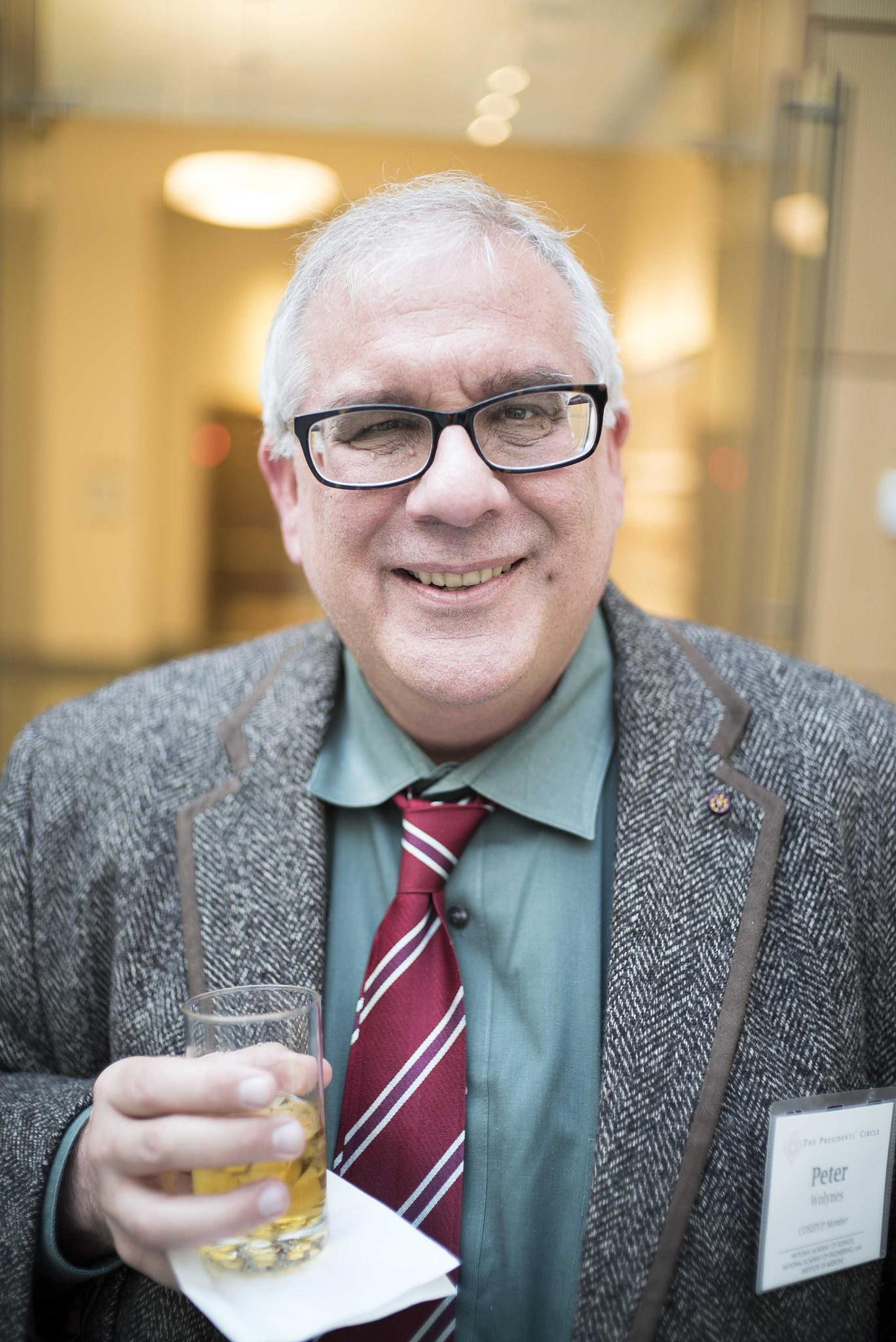
Peter G. Wolynes

Peter Guy Wolynes (* 21. April 1953 in Chicago) ist ein US-amerikanischer Chemiker (Theoretische Chemie, Biochemie), Professor an der Rice University.
Wolynes studierte an der Indiana University mit dem Bachelor-Abschluss in Chemie 1971 und wurde 1976 an der Harvard University promoviert. Als Post-Doktorand war er bei John Deutch am Massachusetts Institute of Technology. 1976 wurde er Assistant Professor in Harvard und 1980 an der University of Illinois, wo er Professor für Chemie, Physik und Biophysik am Center for Advanced Study wurde. 1981 erhielt er ein Forschungsstipendium der Alfred P. Sloan Foundation (Sloan Research Fellowship). 2000 wechselte er an die University of California, San Diego (Francis-Crick-Professor) und 2011 an die Rice University (Bullard-Welch-Foundation-Professor) und dort am Center for Theoretical Biological Physics.
Er befasst sich theoretisch mit Proteinfaltung und Algorithmen für die Vorhersage der Struktur von Proteinen, Dynamik chemischer Prozesse in flüssiger Phase, Theorie von Gläsern und des Glasübergangs und elektronische Struktur von Flüssigkeiten und Anwendungen in der Biophysik (Genregulationsnetzwerke, stochastische Zellbiologie, Dynamik des Zytoskeletts).

## Mitgliedschaften und Ehrungen
Er ist Mitglied der National Academy of Sciences, der Leopoldina, der Royal Society, der American Association for the Advancement of Science, der American Academy of Arts and Sciences (1991), der American Philosophical Society (2006), und er ist Fellow der American Physical Society. Er ist Ehrendoktor der Indiana University und der Universität Stockholm.
- 1986: American Chemical Society Award in Pure Chemistry
- 2000: Peter Debye Award
- 2004: Max Delbruck Prize
- 2009: Joseph O. Hirschfelder Prize
- 2012: American Chemical Society Award in Theoretical Chemistry
- 2025: NAS Award in Chemical Sciences